# Verwaltungsgemeinschaft Zolling
La comunità amministrativa di Zolling (Verwaltungsgemeinschaft Zolling) si trova nel circondario di Freising in Baviera, Germania.

## Suddivisione
Comprende 4 comuni:
1. Attenkirchen
2. Haag an der Amper
3. Wolfersdorf
4. Zolling

Il capoluogo è Zolling.